# Обонятельный рецептор
Обоня́тельные реце́пторы — рецепторы, существующие в клеточных мембранах обонятельных нейронов и отвечающие за обнаружение молекул запаха. Находятся на концах ресничек, исходящих из обонятельных клеток.
Активированный обонятельный рецептор инициирует каскад реакций, необходимых для передачи сигнала о запахе, который в конечном счёте попадает в мозг.
Эти рецепторы являются членами класса родопсина как семейство рецепторов, сопряжённых с G-белком (GPCR). Обонятельные рецепторы образуют мультигенные семьи, состоящие из более чем 900 генов у человека и 1500 генов у мышей.

## Выражение
У позвоночных обонятельные рецепторы расположены как в ресничках, так и в синапсах обонятельных сенсорных нейронов, а также в эпителии дыхательных путей человека. У насекомых, обонятельные рецепторы расположены на усиках и других хемосенсорных органах. Сперматозоиды также экспрессируют рецепторы запаха, которые, как считается участвуют в хемотаксисе, чтобы найти яйцеклетку.

## Эволюция
Обонятельное семейство генных рецепторов у позвоночных начало развиваться через геномные события, такие как дупликации генов и генную конверсию. Доказательством роли тандемной дупликации является тот факт, что многие гены обонятельных рецепторов, принадлежащие к одной филогенетической кладе, расположены в одном и том же кластере генов. К этому моменту группа геномных кластеров OR хорошо сохраняется у людей и мышей, хотя функциональное количество OR значительно различается у этих двух видов. Такая эволюция объединяет сегменты из нескольких генов OR, чтобы генерировать и вырабатывать конфигурации реагирующие на виды одоранта, создавая новые функциональные гены OR, а также псевдогены. 